# Рацинево (Поморське воєводство)
Рацинево (пол. Raciniewo) — село в Польщі, у гміні Чарне Члуховського повіту Поморського воєводства.
Населення — 125 осіб (2011).
У 1975-1998 роках село належало до Слупського воєводства.

## Демографія
Демографічна структура станом на 31 березня 2011 року:
|          | Загалом | Допрацездатний вік | Працездатний вік | Постпрацездатний вік |
| -------- | ------- | ------------------ | ---------------- | -------------------- |
| Чоловіки | 59      | 13                 | 40               | 6                    |
| Жінки    | 66      | 12                 | 42               | 12                   |
| Разом    | 125     | 25                 | 82               | 18                   |